# Regierung Nkrumah

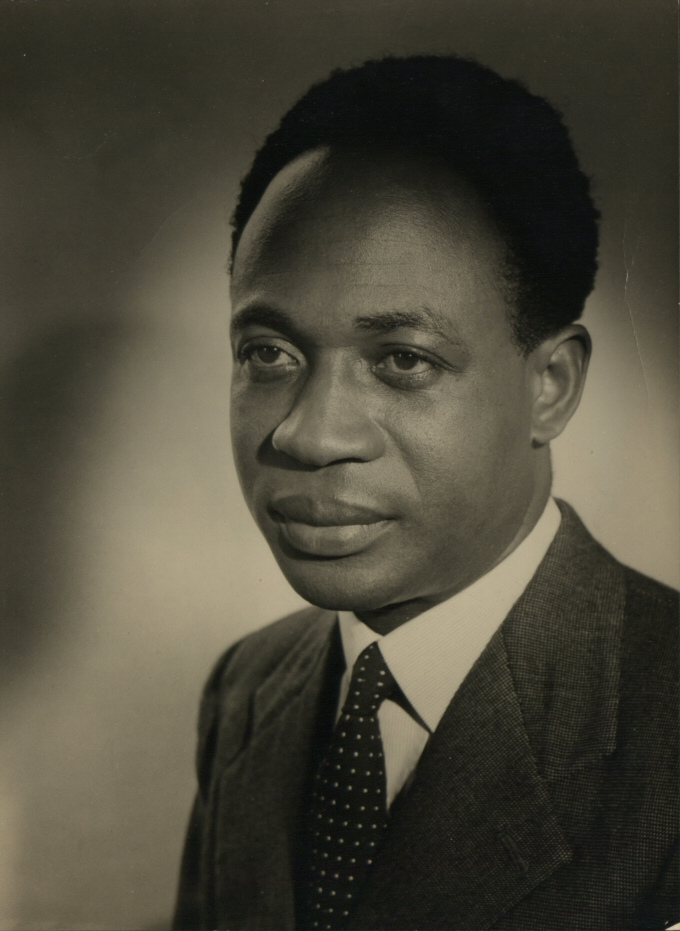
Kwame Nkrumah

Regierung Nkrumah bezeichnet die erste Regierung Ghanas seit der Unabhängigkeit. Ghana wurde am 6. März 1957 vom Vereinigten Königreich unabhängig. Aus der britischen Kolonie Goldküste wurde damit das unabhängige Ghana.
Mit der Unabhängigkeit 1957 wurde Ghana durch Kwame Nkrumah im Amt des Premierministers bis zum Inkrafttreten der ersten Verfassung Ghanas geführt. Das Amt wurde mit der ersten Verfassung abgeschafft und existierte lediglich unter Kofi Abrefa Busia während der zweiten Republik erneut.
Mit dem Volksentscheid in Ghana 1960 wurde die Verfassung von 1960 in Kraft gesetzt und das Amt des Präsidenten eingeführt. Nkrumah wurde als Kandidat der Convention People’s Party bei der Präsidentschaftswahl in Ghana 1960 zum ersten Präsidenten Ghanas gewählt.

## Unabhängigkeitsprozess

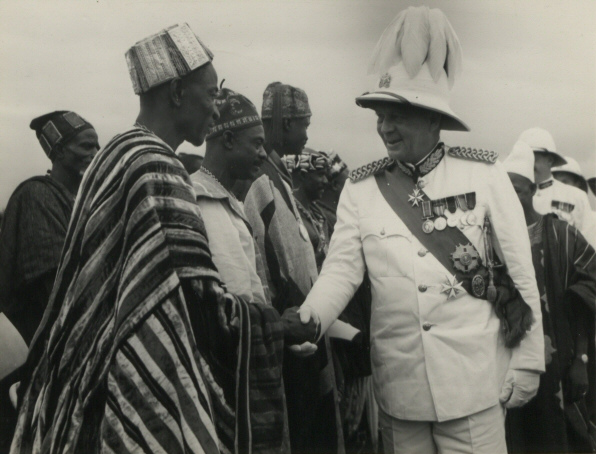
Sir Charles Noble Arden-Clarke und eigige bedeutende Häuptlinge aus den Nordterritorien in Tamale

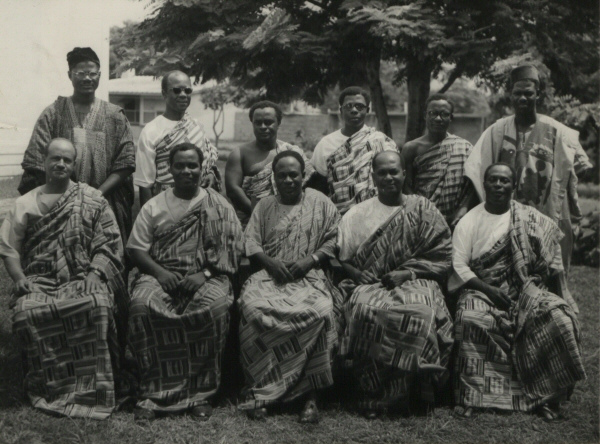
Die Regierung Ghanas am 6. März 1957:
hintere Reihe v.l.n.r.: J.H. Allassani, N.A. Welbeck, Kofi Asante Ofori-Atta, Ebenezer Ako Adjei, J.E. Jantuah, Imoro Equals
vordere Reihe v.l.n.r.: A. Casely-Hayford, Kojo Botsio, Kwame Nkrumah, Komla Agbeli Gbedemah, E.O. Asafu-Adjaye;

Premierminister 5. März 1952 – 1. Juli 1960: Kwame Nkrumah

Generalgouverneur 6. März 1957 – 14. Mai 1957: (Sir) Charles Noble Arden-Clarke

kommissarischer Generalgouverneur 14. Mai 1957 – 13. November 1957: Kobrina Arku Korsah

Generalgouverneur 13. November 1957 – 1. Juli 1960: William Hare, Earl of Listowel

High Commissioner (UK): Kwame Sanaa-Poku Jantuah (1957–1959)
Außenminister:
- Kwame Nkrumah (6. März 1957–17. November 1958)
- Kojo Botsio (17. November 1958–9. April 1959)
- Ebenezer Ako-Adjei (9. April 1959–1960)

Innenminister
- Archie Casely-Hayford (17. Juni 1954–19. Mai 1956)
- Ebenezer Ako-Adjei (19. Mai 1956–29. August 1957)
- Krobo Edusei (29. August 1957–17. November 1958)
- Kwame Nkrumah (17. November 1958–1. Juli 1959)
- Ashford Emmanuel Inkumsah (1. Juli 1959–1960)

Minister für Arbeit und Gesundheit
- Komla Agbeli Gbedemah (1951–?)
- J.H. Allassani (1957–?)

Minister für Handel und Industrie
- Komla Agbeli Gbedemah (1952–1954)
- Ebenezer Ako-Adjei (1957–?)

Minister für Wohnungswesen (Minister of Housing)
- Ashford Emmanuel Inkumsah (1957–?)

Finanzminister
- Komla Agbeli Gbedemah (17. Juni 1954–8. Mai 1961)

Justizminister
- Ebenezer Ako-Adjei (?–?)

Ministerialsekretär im Justizministerium
- Kwame Sanaa-Poku Jantuah (1951–1954)

Ministerium für Handel und Beschäftigung
- Kojo Botsio (1957–1958)

Minister für öffentliche Arbeiten (Minister of Works)
- N.A. Welbeck (1957–?)

Minister für Fischerei und Landwirtschaft
- Kwame Sanaa-Poku Jantuah (1954–1956)
- B. Yeboa-Afari (1957–?)

Minister für Kommunikation (später Minister für Information ?)
- A. Casely-Hayford (1957–?)
- Kofi Baako (im April 1959)

Minister für die lokale Verwaltung
- A.E.A. Ofori Atta (1957–1960)

Minister für Bildung
- J.B. Erzuah (1957–?)

Minister für Verteidigung
- Kwame Nkrumah (6. März 1957–1960)

Minister ohne Amtsbereich (Minister without Portfolio)
- L.R. Abavana (1957–?)
- Krobo Edusei (1957–?)

## Erste Regierung der Ersten Republik 1960–1966

### Kabinett 1960–1966
| Ministeramt                                         | offizielle Amtsbezeichnung                  | Minister | Vizeminister                                  |
| --------------------------------------------------- | ------------------------------------------- | --- | --------------------------------------------- |
| Präsident                                           | President (Osagyefo)                        | Kwame Nkrumah |                                               |
| Minister für auswärtige Angelegenheiten             | Minister of Foreign Affairs                 | Ebenezer Ako Adjei (1960–3. September 1962), Kwame Nkrumah (3. September 1962–17. März 1963), Kojo Botsio (17. März 1963–12. Juni 1965), Alex Quaison-Sackey (12. Juni 1965–1966)                                                               |                                               |
| Staatsminister für Verteidigung                     | Minister of State for Defence               | Charles de Graft-Dickson (1960–30. September 1961), Kofi Baako (30. September 1961–1966) |                                               |
| Staatsminister des Innern                           | Minister of State for the Interior          | Ashford Emmanuel Inkumsah (1960–30. September 1961), Kwaku Boateng (30. September 1961–1. Mai 1964), L. R. Abavana (1. Mai 1964–24. Januar 1965), Ashford Emmanuel Inkumsah (24. Januar 1965–12. Juni 1965), L. R. Abavana (12. Juni 1965–1966) |                                               |
| Minister für Finanzen                               | Minister of Finance                         | Komla Agbeli Gbedemah (1960–8. Mai 1961), Ferdinand Koblavi Dra Goka (8. Mai 1961–19. Februar 1964), Kwame Nkrumah (19. Februar 1964–1. Mai 1964), Kwesi Amoako-Atta (1. Mai 1964–1966)                                                         |                                               |
| Minister für Gesundheit                             | Minister of Health                          | Komla Agbeli Gbedemah (im Juni 1961) |                                               |
| Minister für Landwirtschaft                         | Minister of Agriculture                     | Kojo Botsio (im Juni 1961) |                                               |
| Minister für Handel                                 | Minister of Trade                           | Lawrence Rosario Abavana (im Juni 1961), Kwesi Armah (1965–1966) |                                               |
| später:                                             |                                             | Lawrence Rosario Abavana (im Juni 1961), Kwesi Armah (1965–1966) |                                               |
| Minister für Überseehandel                          | Minister of Oversea Trade                   | Lawrence Rosario Abavana (im Juni 1961), Kwesi Armah (1965–1966) |                                               |
| Minister für lokale Verwaltung                      | Minister of Local Government                | Aaron Eugene Kofi Asante Ofori-Atta |                                               |
| Minister für Verkehr und Kommunikation              | Minister of Transport and Communications    | Krobo Edusei |                                               |
| Minister für Bildung und soziale Wohlfahrt          | Minister of Education and Social Welfare    | Alfred Jonas Dowuona-Hammond | Regina Asamany (1961–1963), Suzanna al-Hassan |
| Minister für öffentliche Arbeiten und Wohnungswesen | Minister of Works and Housing               | Emmanuel Kobla Bensah |                                               |
| Staatsminister für Information                      | Minister of State for Information           | Imoru Egala |                                               |
| Staatsminister für parlamentarische Angelegenheiten | Minister of State for Parliamentary Affairs | Kofi Baako |                                               |
| Staatsminister für Angelegenheiten des Präsidenten  | Minister of State for Presidential Affairs  | Tawia Adamafio |                                               |
| Minister-Resident in Guinea                         | Minister Resident in Guinea                 | Stephen Allen Dzirasa |                                               |

### Regionalkommissare 1960–1966
| Region             | Regionalkommissar (Regional Commissioner) |
| ------------------ | ----------------------------------------- |
| Ashanti Region     | Osei Owusu-Afriyie                        |
| Brong Ahafo Region | Stephen Willie Yeboah                     |
| Central Region     | Joseph Essilfie Hagan                     |
| Eastern Region     | Emmanuel Humphrey Tettey Korboe           |
| Northern Region    | Emmanuel Adama Mahama                     |
| Upper Region       | Ayeebo Asumda                             |
| Volta Region       | Francis Yao Asare                         |
| Western Region     | John Arthur                               |